# Хоморуд
Хоморуд (мађ. Homorúd) је село у Мађарској, јужном делу државе. Село управо припада Мохачком срезу Барањске жупаније, са седиштем у Печују.

## Природне одлике
Насеље Хоморуд налази у крајње јужном делу Мађарске, близу државне границе са Србијом. Најближи већи град је Мохач.
Историјски гледано, село припада мађарском делу Барање. Такође, то је једино село у жупанији које се налази на левој обали Дунава. Подручје око насеља је равничарско (Панонска низија), приближне надморске висине око 85 м. Западно од насеља протиче Дунав, који у овом делу прави простране мочваре Карапанџа.

## Историја
Насеље је у данашњем облику настало 1952. године, спајањем издвојеног дела Ердесхаз из насеља Келкед са издвојеним деловима из насеља Мохач: Олшолег (део), Болажсалаш, Боратокмехеше, Боог, Чебе, Хоморуд, Кутош (део), Рихо, Шарош (део) и Ујфок.

## Становништво
На попису становништва из 2011. године Хоморуд је имао 648 становника.

#### Број становника по пописима
| Година пописа  | 1870 | 1880 | 1890  | 1900  | 1910  | 1920  | 1930  | 1941  | 1949  | 1960  | 1970  | 1980  | 1990 | 2001 | 2011 |
| бр. становника | 872  | 886  | 1.033 | 1.140 | 1.291 | 1.562 | 1.660 | 1.674 | 1.809 | 1.491 | 1.391 | 1.164 | 870  | 731  | 648  |

Напомена: У 1952. настало спајањем издвојеног дела Ердесхаз из насеља Келкед са издвојеним деловима из насеља Мохач: Олшолег (део), Болажсалаш, Боратокмехеше, Боог, Чебе, Хоморуд, Кутош (део), Рихо, Шарош (део) и Ујфок.

### Попис2011.
| Део насеља                                              | 2011 |
| ------------------------------------------------------- | ---- |
| Хоморуд (централни део) / Homorúd (кözponti belterület) | 578  |
| Олшолег / Alsólög                                       | -    |
| Болажсалаш / Balázsszállás                              | -    |
| Боратокмехеше / Barátokméhese                           | 6    |
| Боог / Boóg                                             | 1    |
| Чебе / Csebe                                            | 3    |
| Гаторхаз / Gátőrház                                     | -    |
| Кутош / Kutas                                           | 1    |
| Рихо / Riha                                             | 57   |
| Ујфок / Újfok                                           | 2    |
| укупно                                                  | 648  |

| Народност                       | 2011         |
| ------------------------------- | ------------ |
| Мађари                          | 587 (90,58%) |
| Немци                           | 19 (2,93%)   |
| Хрвати                          | 15 (2,31%)   |
| Роми                            | 7 (1,08%)    |
| Срби                            | 3 (0,46%)    |
| Остале традиционалне народности | 1 (0,15%)    |
| Нетрадиционалне народности      | 5 (0,77%)    |
| Остало                          | 11 (1,69%)   |
| укупно                          | 648          |

| Вера                             | 2011         |
| -------------------------------- | ------------ |
| Римокатоличка                    | 445 (68,67%) |
| Калвинистичка                    | 22 (3,39%)   |
| Гркокатоличка                    | 3 (0,46%)    |
| Лутеранска                       | 3 (0,46%)    |
| Остале вероисповести             | 7 (1,08%)    |
| Не припада ниједној деноминацији | 76 (11,72%)  |
| Атеиста                          | 5 (0,77%)    |
| Не жели да се изјасни            | 87 (13,42%)  |
| укупно                           | 648          |

### Попис1910.
За језички и верски састав становништва на попису 1910. године погледати под: Келкед и Мохач.